# 湘南 (列車)
湘南（しょうなん）は、東日本旅客鉄道（JR東日本）が東京駅・新宿駅 - 平塚駅・小田原駅間を東海道本線・山手線（山手貨物線）経由で運行する特急列車（通勤特急）である。
本項では、実質的な前身となるホームライナー（快速列車の一種）の「湘南ライナー」「おはようライナー新宿」「ホームライナー小田原」（旧「湘南新宿ライナー」）についても併せて記述する。

## 概要
JR東日本の前身である日本国有鉄道（国鉄）が1986年に運転を開始した座席定員制列車「湘南ライナー」を端緒とする通勤特急。運行に当たっては特急「踊り子」に使用されていた185系電車を中心に、輸送力確保のために中間車全車両を2階建車両とした215系電車や特急「スーパービュー踊り子」用の251系電車を使用した。
2021年3月のダイヤ改定において「踊り子」充当編成がE257系（2000番台・2500番台）に変更されるのに併せて「湘南ライナー」、「おはようライナー新宿」・「ホームライナー小田原」←（前身：「湘南新宿ライナー」、以下「ライナー号」）を特急に格上げし、使用車両をE257系に変更して誕生した朝夕の通勤客向けの列車が本列車。
ホームライナー（快速列車）から特急への運用変更にあたり、座席定員制であった普通車、自由席であったグリーン車は共に全席指定に変更した上で「えきねっとチケットレスサービス」の導入や普通車での「座席未指定券」発行による空席着席サービスが適用されるなど、サービス面での変更が行われている。また、格上げ前はライナー号に認められていた定期乗車券でのグリーン車利用は他の特急列車同様の扱いとなり、定期乗車券（普通列車用のグリーン定期乗車券を含む）を持っていても特急利用区間の普通乗車券と特急券、グリーン券が必要となったが、2021年10月1日からは再びグリーン車においても定期乗車券での利用が可能になった。
主に遠距離通勤客向けの通勤特急であるため、全列車が川崎駅・横浜駅・戸塚駅を通過する。また、一部の東海道貨物線を走行する列車は東海道貨物線専用のホームに停車する。
東海道本線内で運用が完結する特急列車は関西地区の「らくラクびわこ」に次ぐもので、東京地区発着では2007年3月に廃止された「東海」以来14年ぶり。

## 運行概況
夕通勤時間帯に下り12本（19号は臨時列車）・朝通勤時間帯に上り10本が運行される。東京駅 - 小田原駅間（下り7本・上り5本）及び新宿駅 - 小田原駅間（下り2本・上り3本）の運行を基本とし、東京駅 - 平塚駅が上下2本ずつ運行される。
東京駅・品川駅発着列車が1号 - 19号（16号・18号は欠番）、新宿駅発着列車が21号 - 26号（25号は欠番）の号数が割り当てられている。

### 停車駅
2024年3月18日現在。括弧書きの駅は一部列車が停車する。
当列車の特徴として、横浜駅は全列車が通過し、先行する普通列車を追い越す。横浜駅を通過する定期旅客列車は当列車と京浜急行電鉄の「モーニング・ウィング号」のみ。一方で湘南新宿ラインの特別快速が通過する辻堂、二宮の両駅にも一部列車が停車する。
東京駅 - 小田原駅間の停車駅
東京駅 -（新橋駅）- 品川駅 -（大船駅）- 藤沢駅 -（辻堂駅）- 茅ケ崎駅  -（平塚駅）-（二宮駅）-（国府津駅）- 小田原駅
新宿駅 - 小田原駅間の停車駅
新宿駅 - 渋谷駅 - 大崎駅 - 藤沢駅 - 茅ケ崎駅 -（平塚駅）-（二宮駅）-（国府津駅）- 小田原駅
各列車の停車駅などの特徴
- 新橋駅は東海道貨物線および横須賀線（品鶴線と品川駅から地下別線）経由の上り2本（8号・10号）のみ停車（当該列車は東京駅総武地下ホームが終点）。
- 大船駅・辻堂駅は下り東京駅発の全列車と上り4本（2号・4号・12号・14号）が停車。
- 平塚駅は下り全列車と上り4本（4号・10号・12号・24号）が停車、下り3本（1号・5号・19号）が終着、上り2本（2号・14号）が始発。
- 二宮駅は下り3本（11号・21号・23号）と上り2本（10号・24号）が停車。
- 国府津駅は下り全列車と上り2本（10号・24号）が停車。
- 新宿駅発着列車（下り21号・23号、上り22号・24号・26号）は全列車が横須賀線・東海道貨物線経由となるため、貨物線側にホームのない大船駅・辻堂駅は通過。新宿駅発着の下り全列車は茅ケ崎駅構内で、上り24号は平塚駅で旅客線・貨物線間の転線を行う。

- 停車駅の詳細は以下の表を参照（2024年3月現在）。
  - ●：全列車が停車
  - ○：一部列車が停車
  - －：通過
  - ＝：空白：経由なし
  - ■：東海道本線経由
  - ■：東海道貨物線経由
  - ■：湘南新宿ライン経由
  - ■：横須賀線経由

| 運行本数＼駅名     | 新宿駅 | 渋谷駅 | 大崎駅 | 東京駅 | 新橋駅 | 品川駅 | 大船駅 | 藤沢駅 | 辻堂駅 | 茅ケ崎駅 | 平塚駅 | 二宮駅 | 国府津駅 | 小田原駅 | 備考                                                                    |
| ------------------ | ------ | ------ | ------ | ------ | ------ | ------ | ------ | ------ | ------ | -------- | ------ | ------ | -------- | -------- | ----------------------------------------------------------------------- |
| 下り7本            |        |        |        | ●      | →      | ●      | ●      | ●      | ●      | ●        | ●      | ○      | ●        | ●        | 下り東京始発の標準。11号のみ二宮停車。                                  |
| 下り2本、上り3本   | ●      | ●      | ●      | ＝     | ＝     | ＝     | －     | ●      | －     | ●        | ○      | ○      | ○        | ●        | 新宿発着。 ○は新宿発全列車と新宿行1本（24号）が停車。                   |
| 下り2+1本、上り2本 |        |        |        | ●      | －     | ●      | ●      | ●      | ●      | ●        | ●      |        |          |          | 平塚発着の1号・2号・5号・14号。「+1」表記とした19号（臨時列車）も該当。 |
| 上り2本            |        |        |        | ●      | ←      | ●      | ●      | ●      | ●      | ●        | ●      | ←      | ←        | ●        | 4号・12号                                                               |
| 上り1本            |        |        |        | ●      | ←      | ●      | ←      | ●      | ←      | ●        | ←      | ←      | ←        | ●        | 6号（上り最速列車）                                                     |
| 上り1本            |        |        |        | ●      | ●      | ●      | ←      | ●      | ←      | ●        | ←      | ←      | ←        | ●        | 8号                                                                     |
| 上り1本            |        |        |        | ●      | ●      | ●      | ←      | ●      | ←      | ●        | ●      | ●      | ●        | ●        | 10号                                                                    |
| （下り停車本数）   | 2      | 2      | 2      | 9      | 0      | 9      | 9      | 11     | 9      | 11       | 11     | 3      | 9        | 9        |                                                                         |
| （上り停車本数）   | 3      | 3      | 3      | 7      | 2      | 7      | 4      | 10     | 4      | 10       | 6      | 2      | 2        | 8        |                                                                         |

ライナー号時代と比べて停車駅に目立つほどの大きな変更はないが、
- 上り「湘南ライナー」は2本しか止まらなかった辻堂駅の停車本数の増加（2本 → 4本）
- 「湘南ライナー1号」のダイヤを踏襲する1号が川崎駅経由となり品川駅 - 小田原駅の全区間で品鶴線・東海道貨物線を経由する下り旅客列車の廃止
- 下り全列車が平塚駅・国府津駅に停車
- 東京駅発全列車が大船駅に停車

など、一部列車では微妙な変化が見られる。
さらに、2022年3月改正では
- 6号を品川行きから東京行きに延長
- 17号を臨時列車に変更し、金曜日を中心に運転
- 新宿発着の全列車が大崎駅に停車し、下り（21号・23号）の運転時間帯をそれぞれ新宿駅発19・21時台から18・19時台に繰り上げ
- 10号・11号が9両での運転となり、10号においては当初は大船駅 - 藤沢駅間の渡り線で貨物線へ転線していたが、平塚駅発車後に貨物線へ転線、茅ケ崎駅と藤沢駅はいわゆる「ライナーホーム」発着

といった変更がされた。
2023年3月改正では下り東京駅発17時台に平塚行きの列車が1本（1号）増発され、さらに昨年の改正で臨時列車となった1本（19号）が平塚止まりに変更されることで、これまで上りのみの設定だった東京駅 - 平塚駅間の列車が下りにおいても設定される。

### 使用車両・編成
大宮総合車両センター東大宮センター所属のE257系2000番台（9両編成）・2500番台（5両編成）電車を使用し、グリーン車と普通車で構成されている。2000番台9両編成での運行を基本とするが、東京駅 - 小田原駅間運行の2往復（4号・7号・9号・12号）のみ2500番台を併結した14両編成で運行される。グリーン車は9両編成の4号車に連結される。

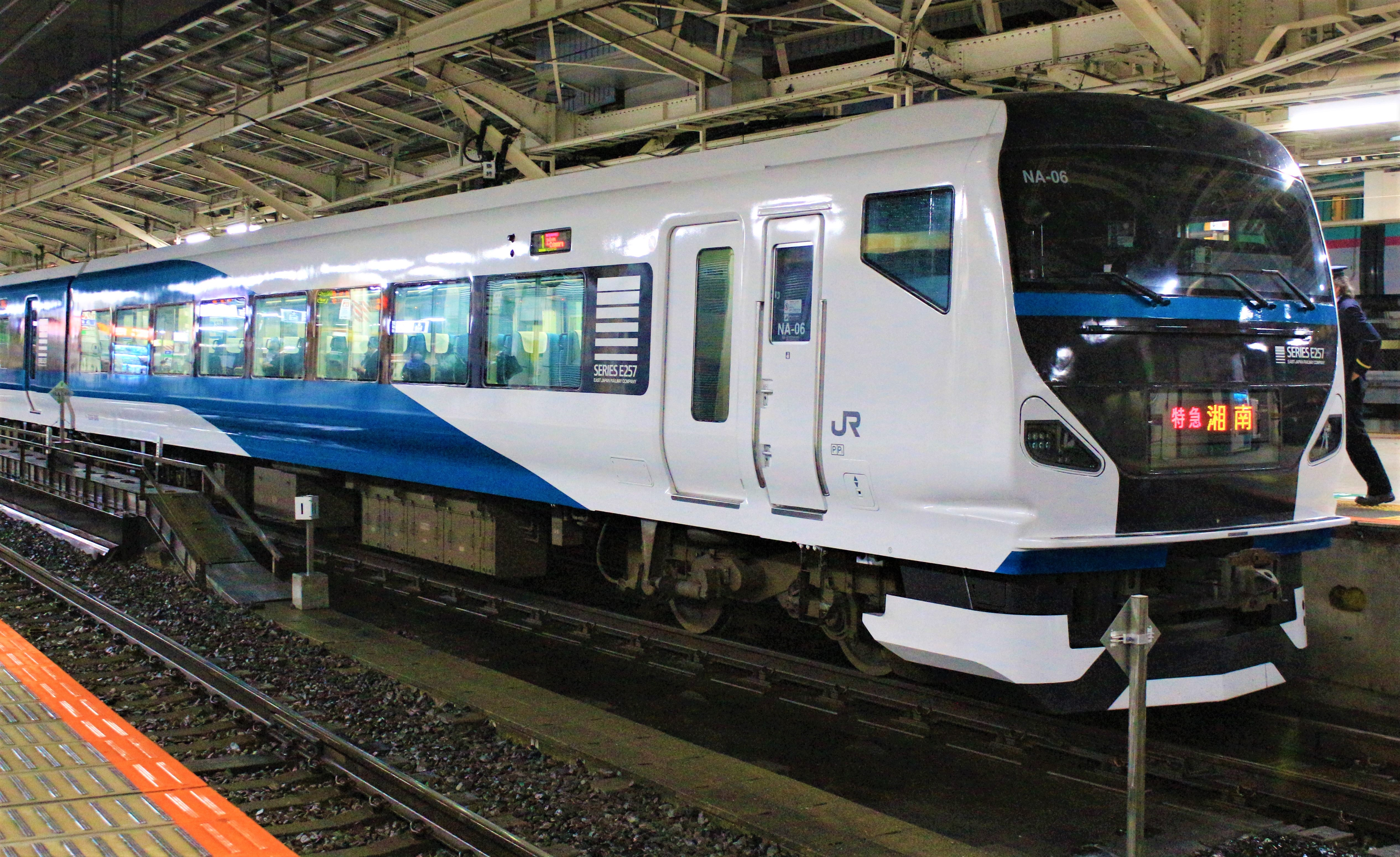
E257系2000番台
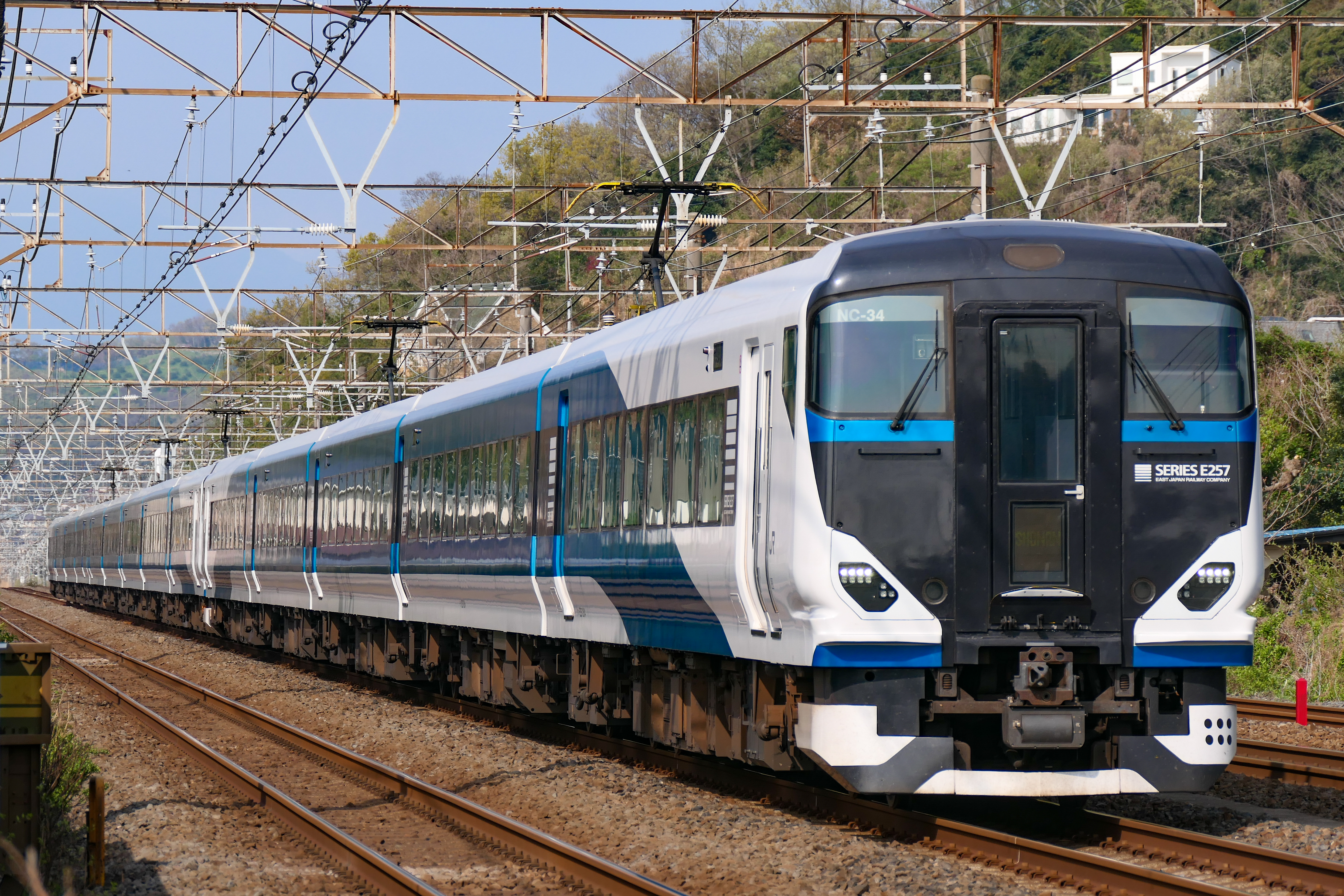
E257系2500番台

## かつて運行されていた列車
湘南ライナー（しょうなんライナー）、おはようライナー新宿（おはようライナーしんじゅく）・ホームライナー小田原（ホームライナーおだわら）←（前身：湘南新宿ライナー〔しょうなんしんじゅくライナー〕）は、2021年3月まで運行され特急「湘南」の前身となったホームライナーおよび快速列車。

### 運転の経緯
JR東日本の前身である日本国有鉄道（国鉄）は1984年（昭和59年）、私鉄各社で通勤時間帯に運行されていた特急列車をヒントに、上野駅 → 大宮駅間（ホームライナー大宮、後のホームライナー古河・ホームライナー鴻巣、2014年3月14日で廃止）、次いで総武快速線東京駅 - 津田沼駅間（ホームライナー津田沼、後のホームライナー千葉、2019年3月15日で廃止）において座席定員制の「ホームライナー」を登場させた。これらが好調であったことを受け、東京地区の東海道本線においてもホームライナーを設定することとなり、1986年（昭和61年）11月1日のダイヤ改正で登場したのが「湘南ライナー」である。
このダイヤ改正前、東海道本線では185系電車をラッシュ時間帯には普通列車として運用していたが、2扉の同系列は混雑の激しいラッシュ時の輸送では遅延を招いていた。「湘南ライナー」はこの185系電車のラッシュ時間帯の有効活用を図るために設定され、それまでの東北本線や総武快速線のような「回送列車の有効活用」とは異なった背景をもつ。列車名は神奈川県内在住者からの公募で決められた。画期的であったのは、寝台特急を含めすべての列車が停車していた横浜駅を通過駅としたこと。運転開始から利用状況は良く、ライナー乗車整理券を販売する駅には常に行列ができるほどの人気ぶりであった。
185系電車15両編成（約850名）であっても座席数が不足することから、JR東日本発足後には中間車全車両が2階建車両である215系電車を当列車用として製造した。約1000人分の座席数をもち、登場以来最混雑列車に使用されていた。

### 運行概況
全列車平日のみの運行で、上り列車は朝に、下り列車は夕方から運行され「湘南ライナー」は上り6本、下り9本。「おはようライナー新宿」は上り3本、「ホームライナー小田原」は下り2本。

#### 運行区間
「湘南ライナー」は東京駅 - 小田原駅間で運行され、下り列車は1号、上り列車は4・6・8・10号が東海道貨物線・品鶴線（鶴見駅 - 新鶴見信号場〈いずれも通過〉間は武蔵野線重複区間）を経由し、そのうち4号は品川駅終着。6・8号は東京駅総武地下ホームに到着した。
「おはようライナー新宿」・「ホームライナー小田原」←（前身：「湘南新宿ライナー」）は新宿駅 - 小田原駅間で運行された。

#### 停車駅
|                      | 運行本数／駅 | 新宿駅 | 渋谷駅 | 東京駅 | 新橋駅 | 品川駅 | 大船駅 | 藤沢駅 | 辻堂駅 | 茅ケ崎駅 | 平塚駅 | 二宮駅 | 国府津駅 | 小田原駅 | 備考                                                     |
| -------------------- | ------------ | ------ | ------ | ------ | ------ | ------ | ------ | ------ | ------ | -------- | ------ | ------ | -------- | -------- | -------------------------------------------------------- |
| 湘南ライナー         | 下り1本      |        |        | 乗     | →      | 乗     | →      | ●      | →      | ●        | →      | →      | →        | 降       | 東海道貨物線経由                                         |
| 湘南ライナー         | 下り7本      |        |        | 乗     | →      | 乗     | ●      | ●      | ●      | ●        | ●      | →      | ●        | 降       |                                                          |
| 湘南ライナー         | 下り1本      |        |        | 乗     | →      | 乗     | ●      | ●      | ●      | ●        | ●      | ●      | ●        | 降       |                                                          |
| 湘南ライナー         | 上り2本      |        |        | 降     | ←      | 降     | 乗     | 乗     | 乗     | 乗       | 乗     | ←      | ←        | 乗       |                                                          |
| 湘南ライナー         | 上り2本      |        |        | 降     | 降     | 降     | ←      | 乗     | ←      | 乗       | ←      | ←      | ←        | 乗       | 東海道貨物線・横須賀線経由、1本は品川行き                |
| 湘南ライナー         | 上り1本      |        |        | 降     | 降     | 降     | ←      | 乗     | ←      | 乗       | 乗     | 乗     | 乗       | 乗       | 平塚駅発車後東京方ポイントより東海道貨物線・横須賀線経由 |
| 湘南ライナー         | 上り1本      |        |        | 降     | ←      | 降     | ←      | 乗     | ←      | 乗       | ←      | ←      | ←        | 乗       | 東海道貨物線経由                                         |
| ホームライナー小田原 | 下り2本      | 乗     | 乗     | ＝     | ＝     | ＝     | →      | ●      | →      | ●        | ●      | ●      | ●        | 降       | 茅ケ崎まで東海道貨物線経由                               |
| おはようライナー新宿 | 上り2本      | 降     | 降     | ＝     | ＝     | ＝     | ←      | 乗     | ←      | 乗       | ←      | ←      | ←        | 乗       | 東海道貨物線経由                                         |
| おはようライナー新宿 | 上り1本      | 降     | 降     | ＝     | ＝     | ＝     | ←      | 乗     | ←      | 乗       | 乗     | 乗     | 乗       | 乗       | 平塚駅発車後東京方ポイントより東海道貨物線へ転線         |

記号凡例
●：停車（乗降可能）
- - ○：一部列車が停車

乗：停車（乗車専用）
降：停車（降車専用）
←・→：矢印の方向に通過
無印・＝：経由せず
経路
■:東海道本線経由
■:東海道貨物線経由
■:湘南新宿ライン経由
■:横須賀線経由
上記の停車駅一覧を見れば分かるように、停車駅パターンには以下の法則がある。
1. 東京・品川・藤沢・茅ケ崎・小田原と新宿・渋谷には必ず停車。
2. 新橋には横須賀線経由の上り列車が停車。
3. 大船・辻堂には東海道本線経由の列車が停車。
4. 平塚には経由は問わず、茅ケ崎以西で東海道本線を走行する列車が停車。
5. 二宮には東海道本線経由の下り列車1本と、東海道貨物線経由かつ茅ケ崎以西で東海道本線を走行する列車が停車。
6. 国府津には東海道本線経由の下り列車と、東海道貨物線経由かつ茅ケ崎以西で東海道本線を走行する列車が停車。

#### その他
新宿駅発着の列車および品川駅・東京駅発着列車の一部は、東海道貨物線の活用により混雑を緩和するという目的を兼ねて設定された。このため、藤沢駅と茅ケ崎駅では貨物線に10両分の旅客ホームが設置され、この列車の発着ホームとなっている。なお、「ホームライナー小田原」と「おはようライナー新宿」にE351系が1往復充当されていた当時は12両編成のため、同ホームでは1 - 3号車をドアカット扱いとしていた。
215系で運転される上り「湘南ライナー」は横須賀線経由で新橋駅の地下ホームに停車し、東京駅総武地下ホーム終着となる。また、同じく215系で運転される下り「湘南ライナー」は貨物線経由となっていたが、2006年3月18日のダイヤ改正より、停車駅を増加させる目的で旅客線経由に変更された。
旅客線経由の下り「湘南ライナー」は、5・9・13・15号が平塚駅、3・11号が国府津駅で先行の普通列車を追い抜く。旅客線経由の上り「湘南ライナー」は12号が国府津駅で普通列車を追い抜く。また、下りの「湘南ライナー」1・3・5号と「ホームライナー小田原」21号は小田原駅で先発の熱海方面に向かう下り列車に接続した。
2014年3月15日のダイヤ改正より、下りの「湘南ライナー3号」以降の全列車が大船駅、「湘南ライナー1号」と「ホームライナー」全列車が藤沢駅以西は快速列車として運転されるようになった。

### 乗車制度
普通車への乗車については、定期券または普通乗車券の他にライナー券（一律520円）を必要とする。詳細は「乗車整理券#ライナー券」の記事を参照。なお、上り（東京・新宿方面行き）のライナー券については、1か月単位として発行し、乗車券と組み合わせるライナーセット券が販売されている。グリーン車は全車自由席で、満席の場合でもグリーン車内に限って立席乗車が可能とされているが、グリーン券を必要とする。この場合、ライナー券は必要としない。また、Suicaグリーン券、グリーン車用ジャパンレールパスでも乗車可能である。なお、車内にはグリーン車Suicaシステムは設置されていないが、検札の際、車掌用携帯端末で確認できるため、券売機で磁気券を購入する必要はない。
上り列車は大船駅または藤沢駅までの停車駅が乗車専用駅で、各列車の停車する乗車専用駅でライナー券を発売している。品川駅・新橋駅・東京駅・渋谷駅・新宿駅の各駅ではライナー券の発売はなく、乗車はできない。下り列車は東京駅・品川駅・新宿駅・渋谷駅が乗車専用駅で、ライナー券を発売している。また下りの「湘南ライナー」1号と「ホームライナー小田原」の全列車の藤沢駅以西および「湘南ライナー」3号以降の全列車の大船駅以西は快速列車として運転されるため、これらの区間では有効な乗車券類のみを所持している旅客も普通車を利用可能。なお、2014年3月のダイヤ改正以前でも大船駅・藤沢駅以西の各駅は降車専用駅として取り扱われていなかったが、JR東日本労働組合によるとこれらの駅からの乗車が制度上可能なのかについては明確化されていなかったため、ライナー券を購入せずに乗車する行為が常態化しており、またそれを会社側も把握していたとしている。

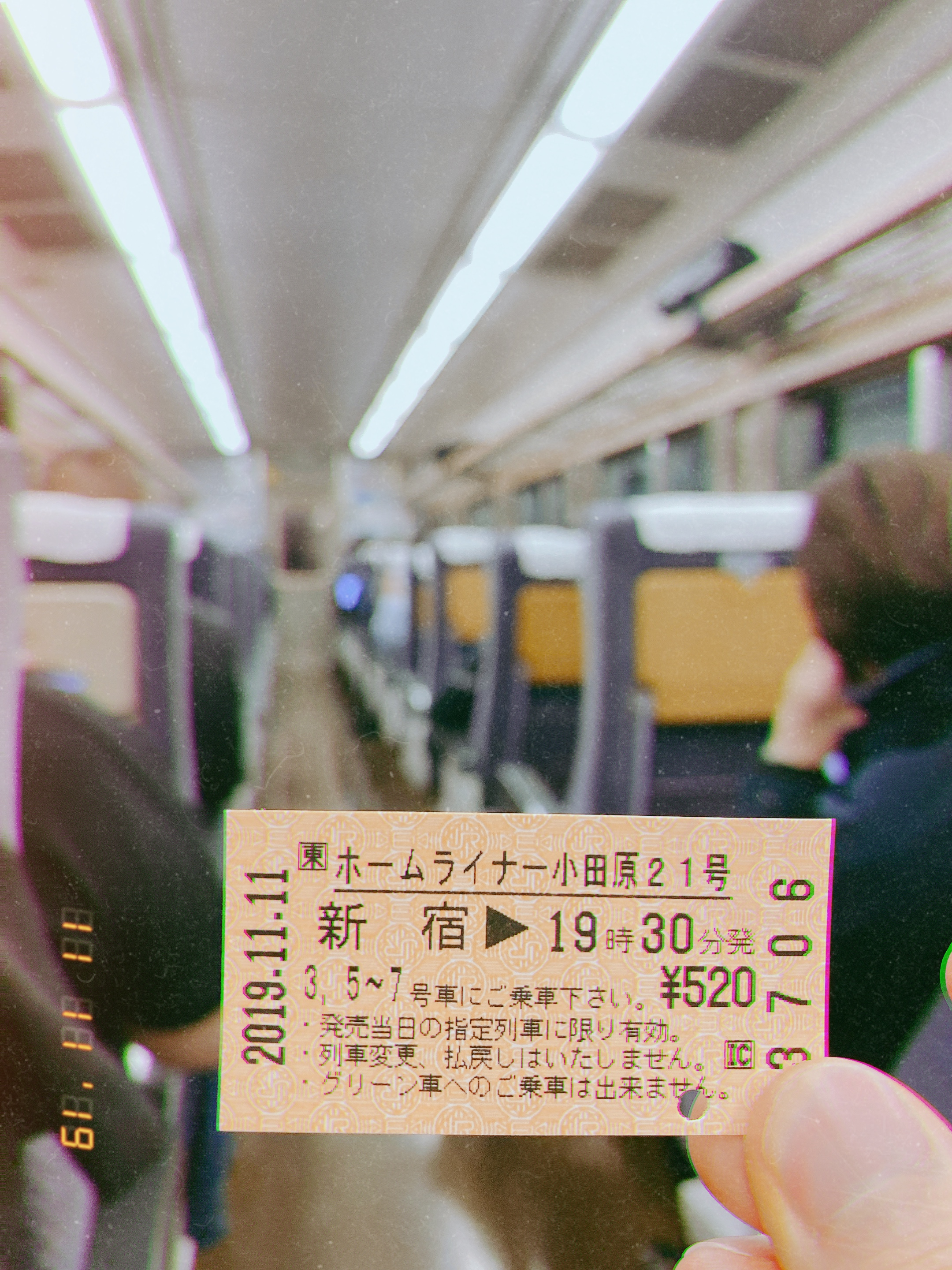
ホームライナー小田原21号ライナー券(乗車整理券)と車内風景 (2019年11月11日撮影)
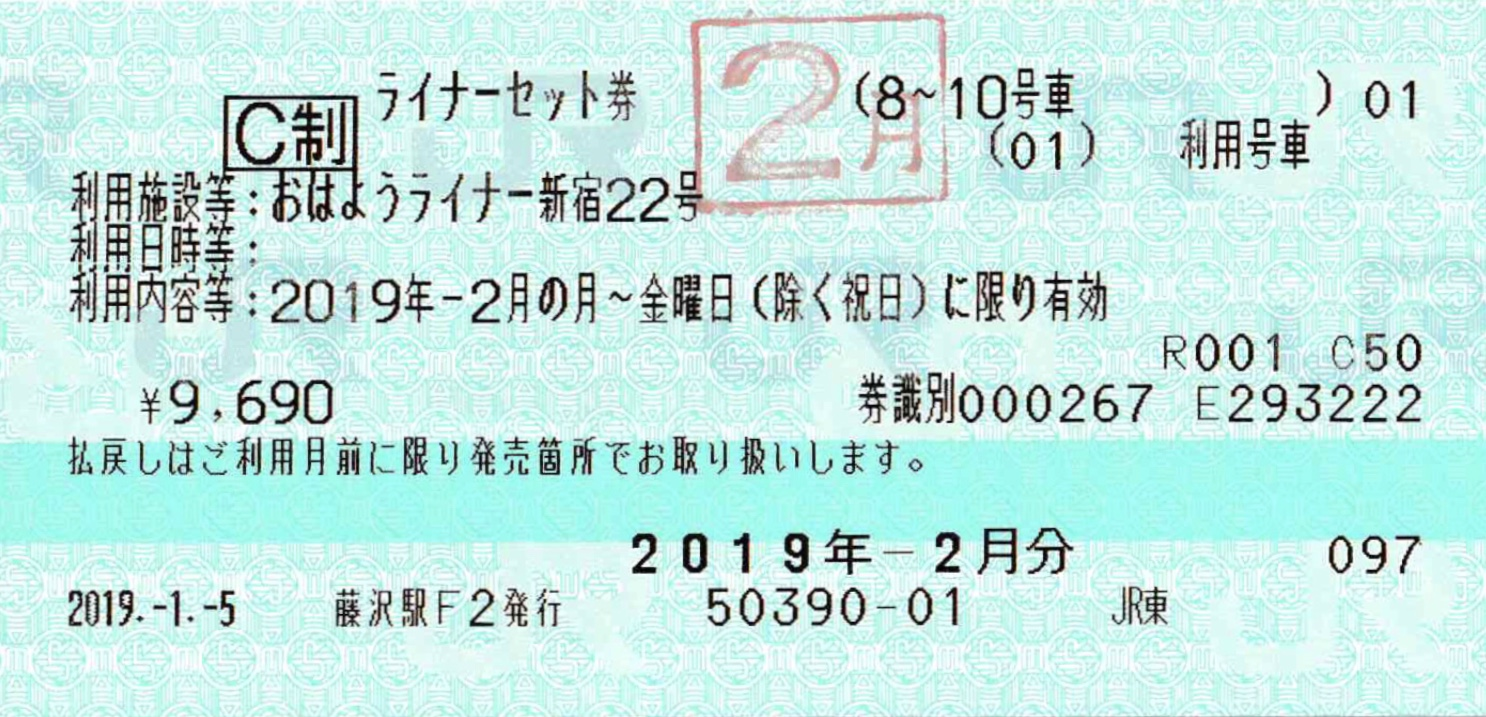
おはようライナー新宿22号ライナーセット券 (2019年2月分)
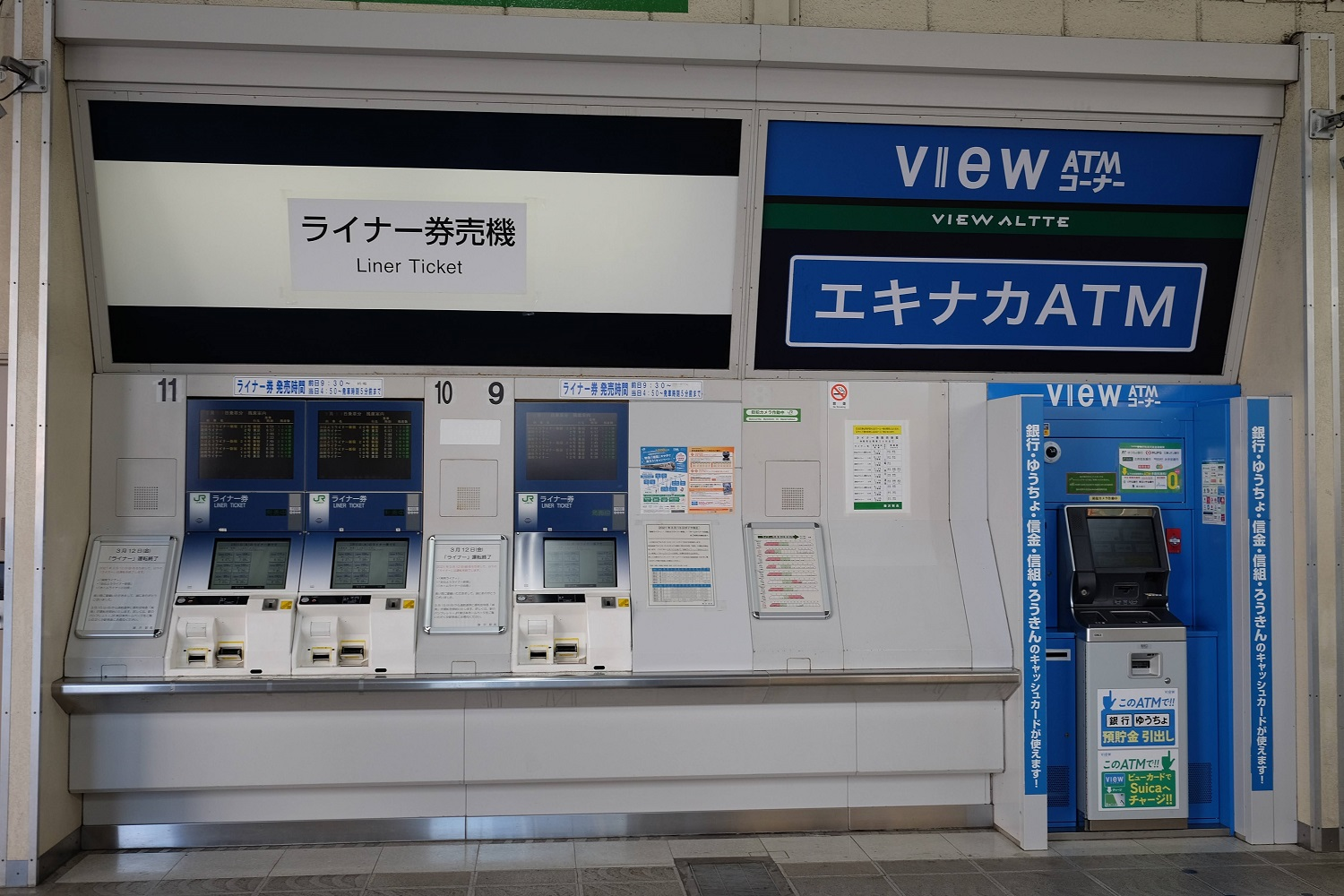
ライナー券売機(2021年3月 藤沢駅)

### 使用車両・編成
- 183・189系（- 2002年6月）
- E351系（新宿便のみ、1996年3月18日 - 2008年3月14日）
- E257系0番台（2002年7月1日 - 2008年3月14日）
- 251系（2004年3月15日 - 2020年3月13日）
- 185系電車（- 2021年3月12日）
- 215系電車（1992年4月20日 - 2021年3月12日）

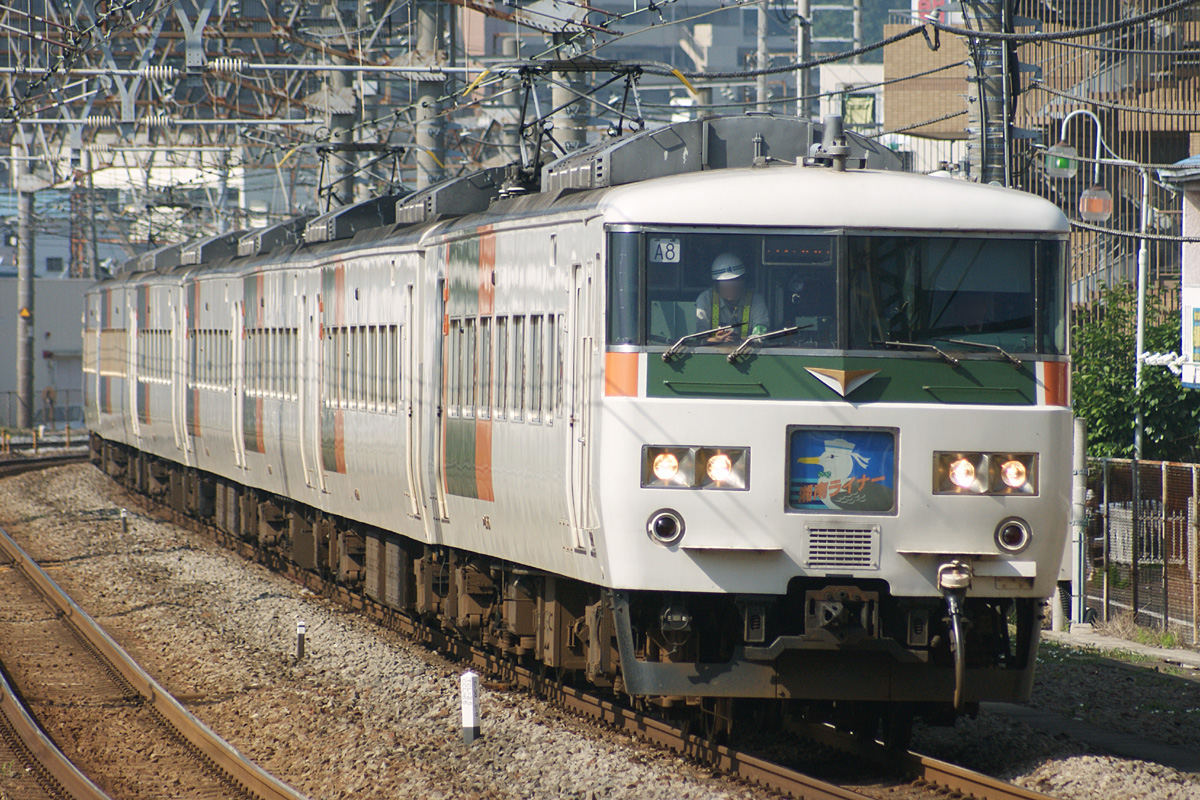
185系「湘南ライナー｣ （2008年6月13日  大船駅）
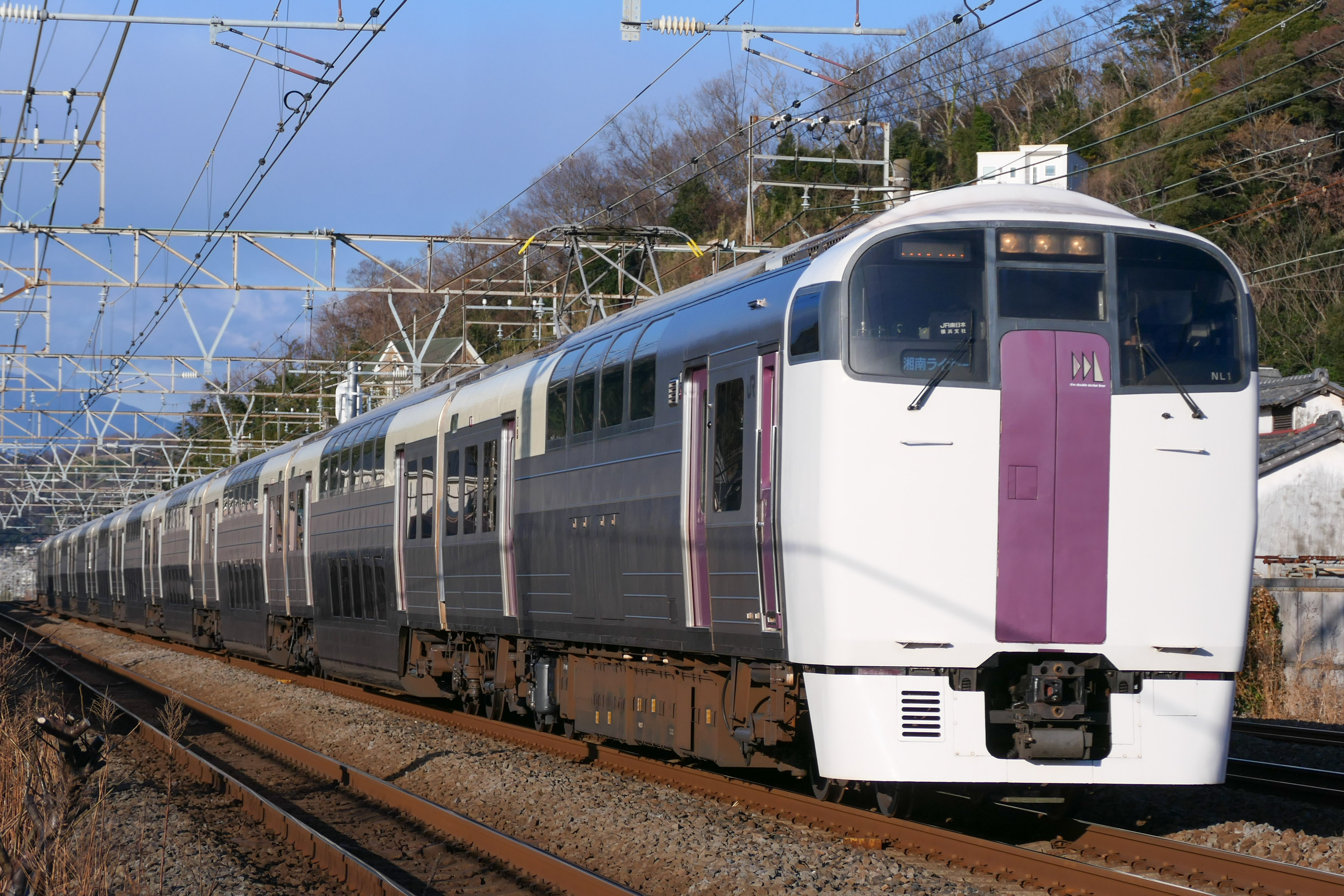
215系 ｢湘南ライナー｣ （2021年2月17日 二宮駅 - 大磯駅間）
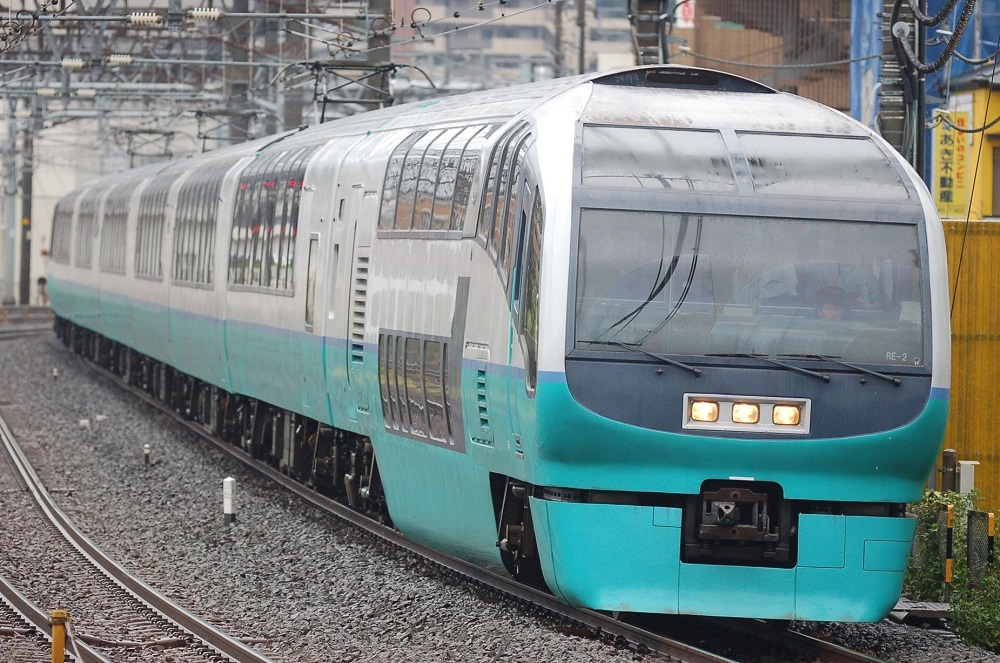
251系「おはようライナー新宿」 （2018年9月4日）
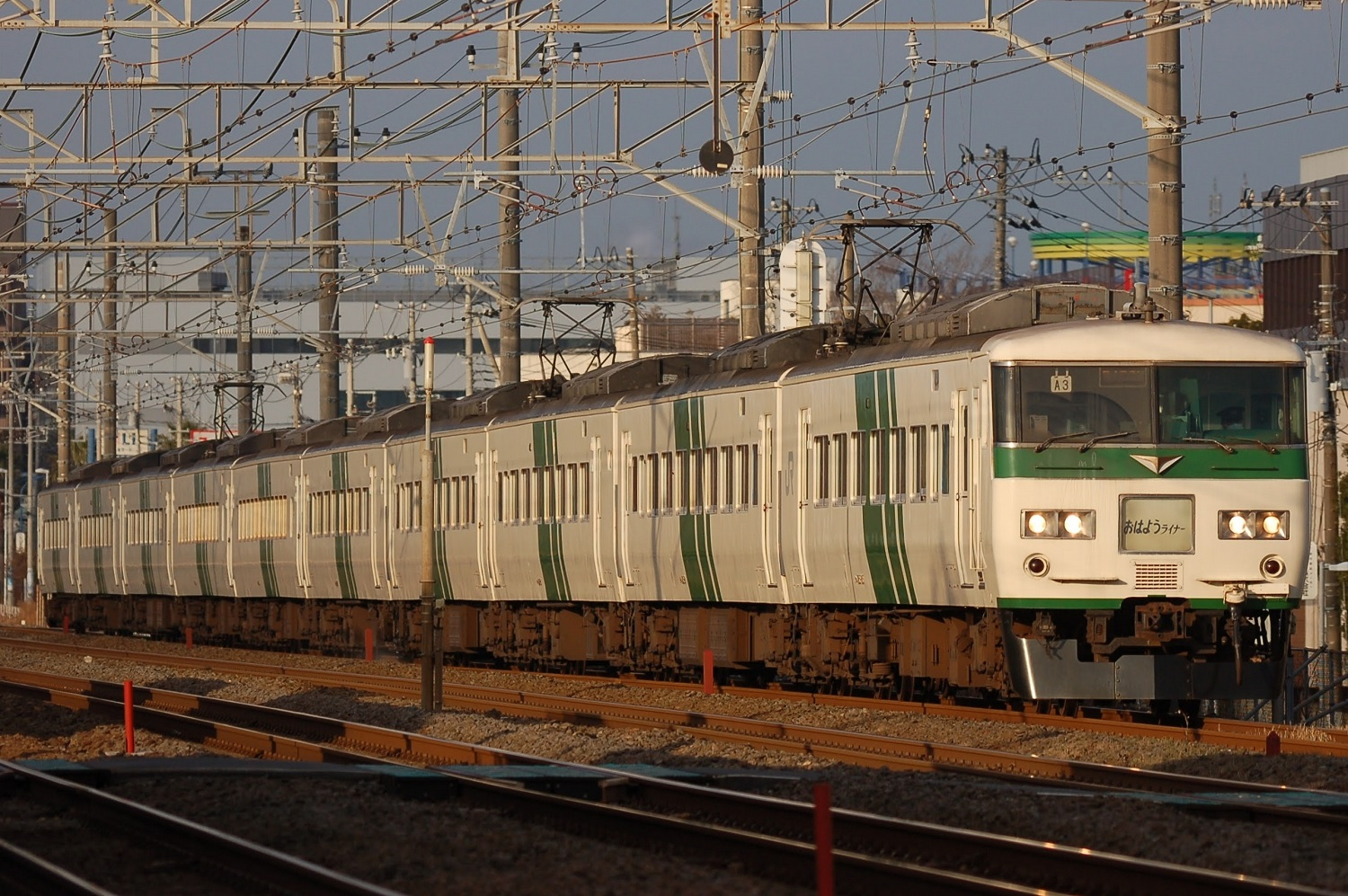
185系「おはようライナー新宿」 （2021年1月18日）
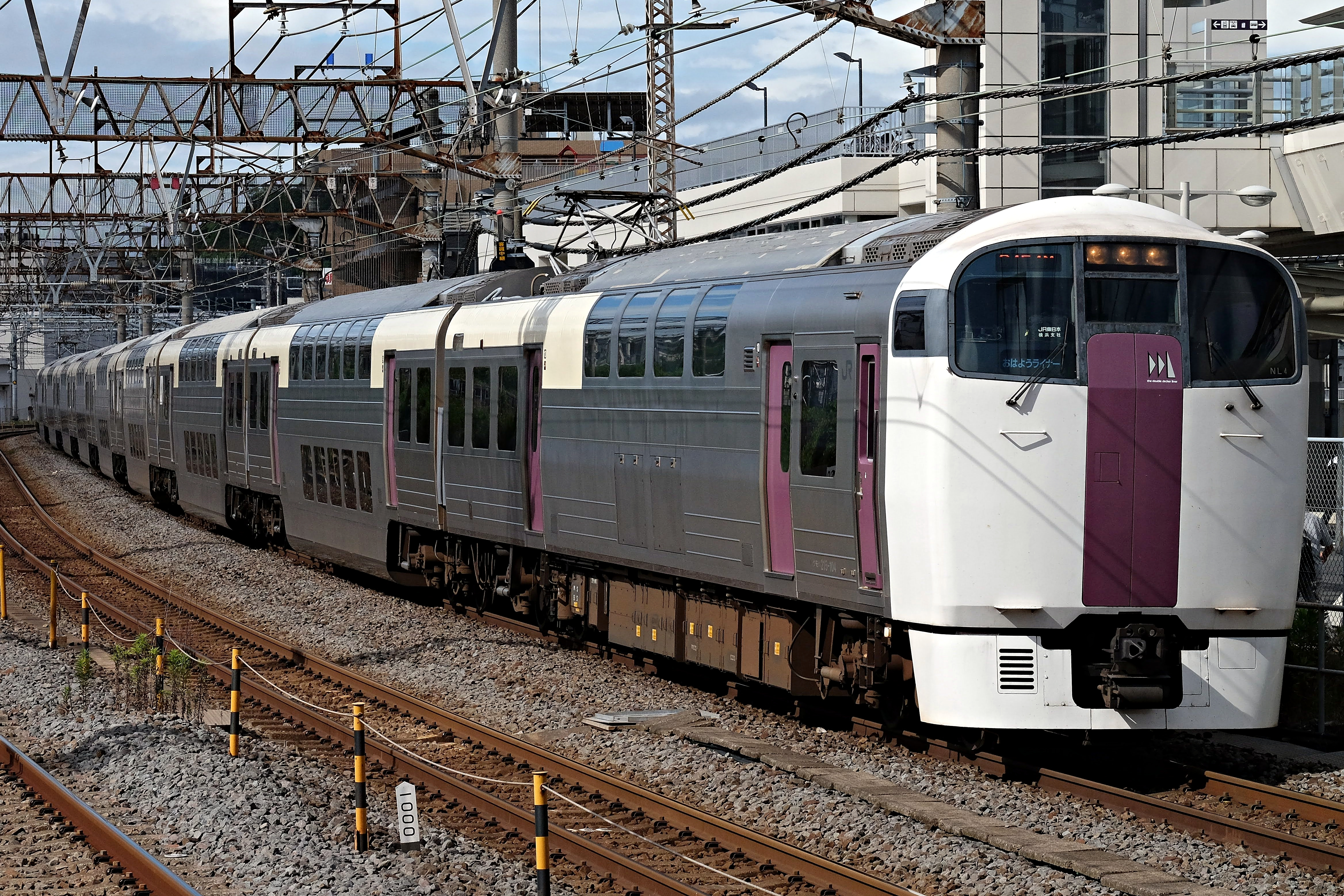
215系「おはようライナー新宿」 （2020年6月12日）
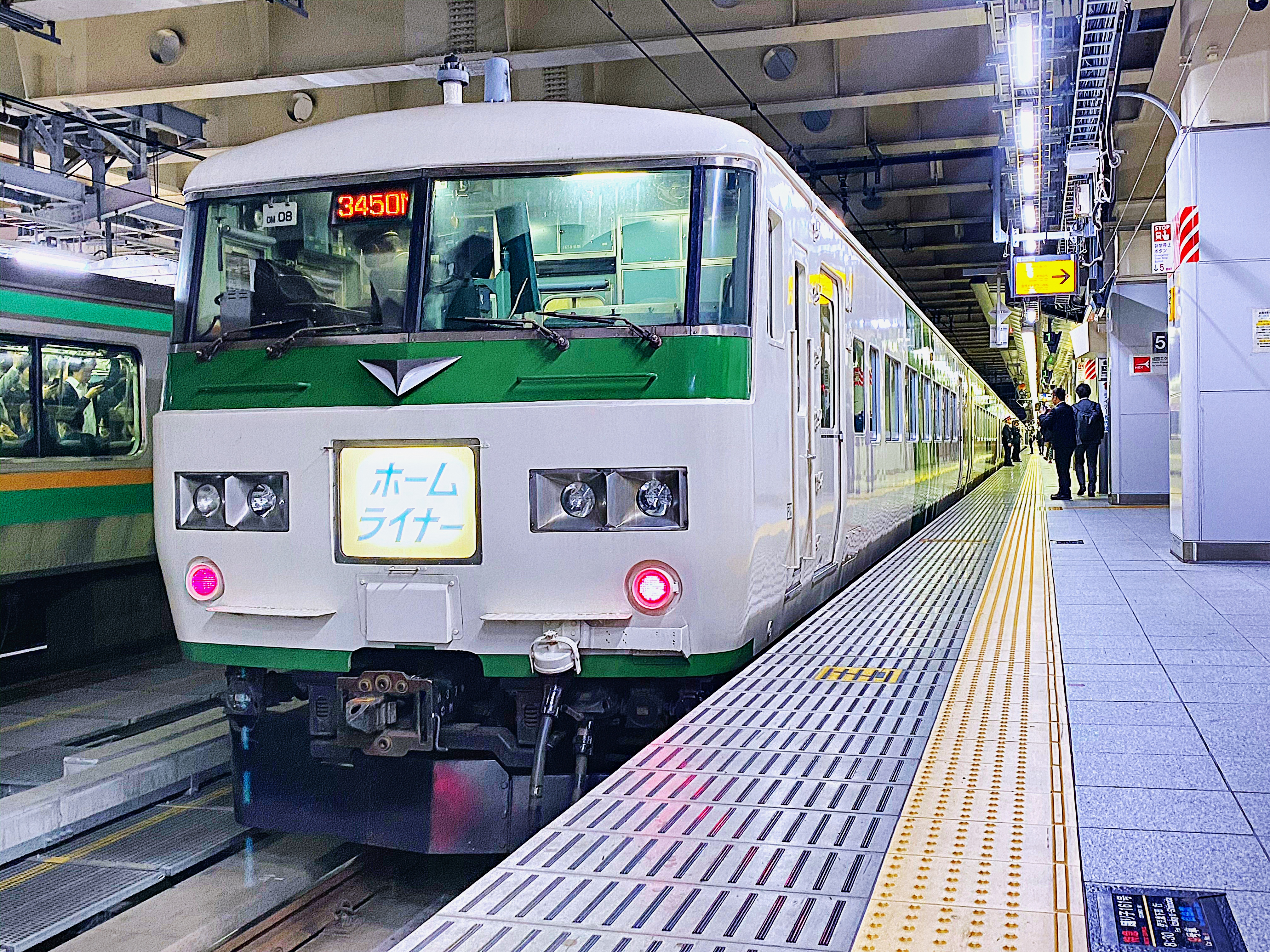
185系「ホームライナー小田原」 （2019年11月11日 新宿駅）

## 東海道本線東京口着席優等列車沿革
以下では、東海道本線東京口における通勤ライナーおよび後継となった特急列車の沿革について記す。なお、車両はすべて電車。
- 1986年（昭和61年）11月1日：「湘南ライナー」運行開始。朝上り2本、夜下り4本（20時台から23時台まで1時間間隔）の運行。小田原駅 - 東京駅間の途中停車駅は平塚駅・茅ケ崎駅・辻堂駅・藤沢駅・大船駅・品川駅であった。車両は特急「踊り子」と兼用の185系7両・10両編成で、下り列車は大船駅以降をフリー乗車とする。当初は車内販売サービスも行われた。乗車整理券は300円（1989年4月の消費税導入以降は310円）[8][12]。
- 1988年（昭和63年）
  - 3月13日：朝に上り1本、夜19時台に下り1本を増発して上り3本・下り5本とする。増発された上り列車は東海道貨物線横浜羽沢貨物駅・品鶴線西大井駅（いずれも通過）経由で、品川行きとする[8]。
  - 7月6日：新宿駅発着の「湘南新宿ライナー」を上り・下り各2本新設。平塚駅以東は貨物線経由とされたが、当時の茅ケ崎駅・藤沢駅は貨物線ホームがまだなかったため通過とされた。設定当初、車内では英会話教室が開かれた。また「湘南ライナー」が二宮駅への停車を開始[8]。
- 1989年（平成元年）3月11日：「湘南ライナー」上り1本を増発して上り4本・下り5本とする。「湘南新宿ライナー」1往復に中央本線特急「あずさ」用の183系を投入[8]。
- 1990年（平成2年）3月10日：下り「湘南ライナー」の東京発の時刻を毎時30分に統一[8]。
- 1991年（平成3年）3月16日：品川駅発着の「湘南ライナー」を貨物線経由で上り・下り1本ずつ増発（休日運休）。上り5本・下り6本となる[8]。
- 1992年（平成4年）3月14日：全車2階建ての215系1編成を新製投入。品川駅発着列車1往復を東京駅発着に延長。下り「湘南新宿ライナー」2本の時刻を繰り上げ[8]。
- 1993年（平成5年）12月1日：藤沢駅の貨物線上にライナー専用ホームを設置し、貨物線経由のライナーを全列車停車とする。215系3編成を追加投入し、「湘南ライナー」「湘南新宿ライナー」を各1往復増発し、前者は上り6本・下り7本、後者は3往復となる。また、2往復を除き平日のみの運行とする。貨物線の設備改良により最高速度を95km/hから120km/hに変更し、最大10分の時間短縮が図られる[8][13]。
- 1994年（平成6年）12月3日：茅ケ崎駅にもライナー専用ホームを設置[14]。下り「湘南新宿ライナー」の時刻を繰上げ。旅客線経由の「湘南ライナー」の一部を15両編成に増強[8]。
- 1996年（平成8年）3月16日：埼京線恵比寿駅延伸に伴い、山手貨物線上に設置された渋谷駅埼京線ホームに「湘南新宿ライナー」が停車開始。「湘南新宿ライナー」に特急「スーパーあずさ」用E351系を投入[8]。
- 1997年（平成9年）3月22日：平日に上り「湘南ライナー」を臨時列車として増発し、上下7本ずつとする[8]。
- 1999年（平成11年）
  - 3月1日：ライナー料金を改定し、310円の乗車整理券を500円のライナー券に変更。「湘南ライナー」「湘南新宿ライナー」を臨時列車として各1往復増発し、前者は8往復、後者は4往復の体制となる[8]。
  - 12月4日：列車号数の整理が行われる[8]。
- 2002年（平成14年）
  - 7月1日：183系使用列車2往復をE257系に置き換え[8]。
  - 10月1日：平日の下り「湘南ライナー」1本を臨時列車として増発し、上り8本・下り9本となる。新宿駅発着列車をあわせた本数は、この改正から2008年3月14日までが現在までにおけるピークである[8]。
  - 12月1日：列車号数の整理が行われる。湘南新宿ライン（前年運行開始）との紛らわしさ解消のため、「湘南新宿ライナー」を上り「おはようライナー新宿」、下り「ホームライナー小田原」に改称[1]。
- 2004年（平成16年）3月13日：新宿駅発着列車に特急「スーパービュー踊り子」用の251系を投入[8]。
- 2008年（平成20年）3月15日：新宿駅発着列車を4往復から3往復に削減[15]。5・9・14・16号で行われていた土休日運転を廃止。
- 2010年（平成22年）12月4日：「ホームライナー小田原」を1本削減し、新宿発着列車は2.5往復となる。
- 2013年（平成25年）3月16日：上りの「湘南ライナー」16号を廃止[16]。
- 2014年（平成26年）
  - 3月17日：下りの大船・藤沢 - 小田原間の種別を快速に変更[17]。また「湘南ライナー17号」のみ、運転曜日によって編成が変わるようになる（月曜日 - 木曜日は185系10両、金曜日は185系15両）。
  - 4月1日：消費税の引き上げによる料金の改定で、ライナー料金が10円値上げされる。またライナー券売機でSuicaなどのICカードが利用できるようになる[* 6]。
- 2019年（令和元年）11月30日：相鉄・JR直通線開業等に伴うダイヤ改正より、10号廃止[18]。以後の列車は号数が振り直される。これに伴い185系7両編成を使用する列車が、2020年3月ダイヤ改正まで、下りのホームライナー小田原21号のみとなる。
- 2020年（令和2年）3月14日：251系が運用から外れ、185系に変更されるほか、一部列車で車両変更が生ずる。
- 2021年（令和3年）
  - 3月12日：「湘南ライナー」「おはようライナー新宿」「ホームライナー小田原」の運行が終了[7]。
  - 3月15日：特急「湘南」を運行開始した[19][2]。車両は全列車「踊り子」に充当されるE257系2000番台・2500番台に置き換え。うち3往復が14両編成で運行。
  - 10月1日：定期乗車券とグリーン券でグリーン車の利用が可能となる。
- 2022年（令和4年）3月12日：ダイヤ改正により、以下の通り変更[5]。
  - 上り1本（6号）が品川行から東京行に延長される。
  - 新宿駅発の列車について、18時台に1本新設し、21時台の1本を廃止。
  - 新宿駅発着の全列車が大崎駅に停車するようになる。
  - 深夜帯の下り1本（17号）の臨時列車化や両数の変更（※10号・11号がいずれも14両編成 → 9両編成に変更）が行われる。これにより、10号の転線位置が大船から平塚に変更となった。
- 2023年（令和5年）3月18日：ダイヤ改正により、以下の通り変更[6]。
  - 下りの東京駅 - 平塚駅間で1本（1号）が増発される。
  - 昨年の改正で臨時列車とされた下り1本（19号）が平塚駅止まりとなる。
- 2024年（令和6年）3月16日：ダイヤ改正により5号・14号が平塚駅発着に変更された。